# (236) Honoria
(236) Honoria – planetoida z pasa głównego asteroid okrążająca Słońce w ciągu 4 lat i 254 dni w średniej odległości 2,8 j.a. Została odkryta 26 kwietnia 1884 roku w Obserwatorium Uniwersyteckim w Wiedniu przez Johanna Palisę. Nazwa planetoidy pochodzi od Honorii, córki cesarza rzymskiego Konstancjusza III.